# Spanskspråkig litteratur
Spanskspråkig litteratur är litteratur författad på det spanska språket, vilket huvudsakligen omfattar spansk litteratur och latinamerikansk litteratur, men även spanskspråkiga texter från andra delar av världen såsom litteratur från Ekvatorialguinea och Filippinerna.

## Nobelpristagare
Elva spanskspråkiga författare har mottagit Nobelpriset i litteratur:
- 1904: José Echegaray, Spanien
- 1922: Jacinto Benavente, Spanien
- 1945: Gabriela Mistral, Chile
- 1956: Juan Ramón Jiménez, Spanien
- 1967: Miguel Ángel Asturias, Guatemala
- 1971: Pablo Neruda, Chile
- 1977: Vicente Aleixandre, Spanien
- 1982: Gabriel García Márquez, Colombia
- 1989: Camilo José Cela, Spanien
- 1990: Octavio Paz, Mexiko
- 2010: Mario Vargas Llosa, Peru

## Miguel de Cervantes-priset
Miguel de Cervantes-priset tilldelas sedan 1976 författare av spanskspråkig litteratur av den spanska kulturmyndigheten (Ministerio de Cultura). Följande tabell visar hur många författare har tilldelats ett pris per land.
| Rangordning | Land      | Pristagare |
| ----------- | --------- | ---------- |
| 1           | Spanien   | 26         |
| 2           | Mexiko    | 6          |
| 3           | Argentina | 4          |
| 4           | Chile     | 3          |
| 4           | Kuba      | 3          |
| 4           | Uruguay   | 3          |
| 7           | Colombia  | 1          |
| 7           | Nicaragua | 1          |
| 7           | Paraguay  | 1          |
| 7           | Peru      | 1          |
| 7           | Venezuela | 1          |
|             | Totalt    | 50         |

### Nobelpriset och Miguel de Cervantes-priset
Utöver att tilldelas Miguel de Cervantes-priset så har tre av de 50 vinnarna även tilldelats Nobelpriset i litteratur. Octavio Paz (Cervantes 1981, Nobel 1990) och Mario Vargas Llosa (Cervantes 1994, Nobel 2010), erhöll priset i den ordnignen, medan Camilo José Cela fick Nobelpriset år 1989 och sedan Cervantes-priset år 1995.